# Parti ugartyúk
A parti ugartyúk (Burhinus vermiculatus) a madarak osztályának lilealakúak (Charadriiformes) rendjébe, ezen belül az ugartyúkfélék (Burhinidae) családjába tartozó faj.
A magyar név forrással nincs megerősítve.

## Előfordulása
Angola, Botswana, Burkina Faso, Burundi, a Dél-afrikai Köztársaság, Kamerun, a Közép-afrikai Köztársaság, a Kongói Demokratikus Köztársaság, a Kongói Köztársaság, Elefántcsontpart, Etiópia, Gabon, Ghána, Kenya, Libéria, Malawi, Mozambik, Namíbia, Niger, Nigéria, Ruanda, Szenegál, Szomália,  Szváziföld, Tanzánia, Uganda, Zambia és Zimbabwe területén honos. Folyók és tavak környékének lakója.

## Alfajai
- Burhinus vermiculatus buettikoferi
- Burhinus vermiculatus vermiculatus